# Yttre Lill-Lappträsket
Yttre Lill-Lappträsket är en sjö i Bodens kommun i Norrbotten och ingår i Råneälvens huvudavrinningsområde. Sjön har en area på 0,322 kvadratkilometer och ligger 134 meter över havet. Sjön avvattnas av vattendraget Storbäcken.

## Delavrinningsområde
Yttre Lill-Lappträsket ingår i det delavrinningsområde (735644-176525) som SMHI kallar för Mynnar i Stor-Lappträsket. Medelhöjden är 149 meter över havet och ytan är 5,53 kvadratkilometer. Det finns inga avrinningsområden uppströms utan avrinningsområdet är högsta punkten. Storbäcken som avvattnar avrinningsområdet har biflödesordning 3, vilket innebär att vattnet flödar genom totalt 3 vattendrag innan det når havet efter 60 kilometer. Avrinningsområdet består mestadels av skog (85 procent). Avrinningsområdet har 0,32 kvadratkilometer vattenytor vilket ger det en sjöprocent på 5,8 procent.